# Marianna Bałdyga

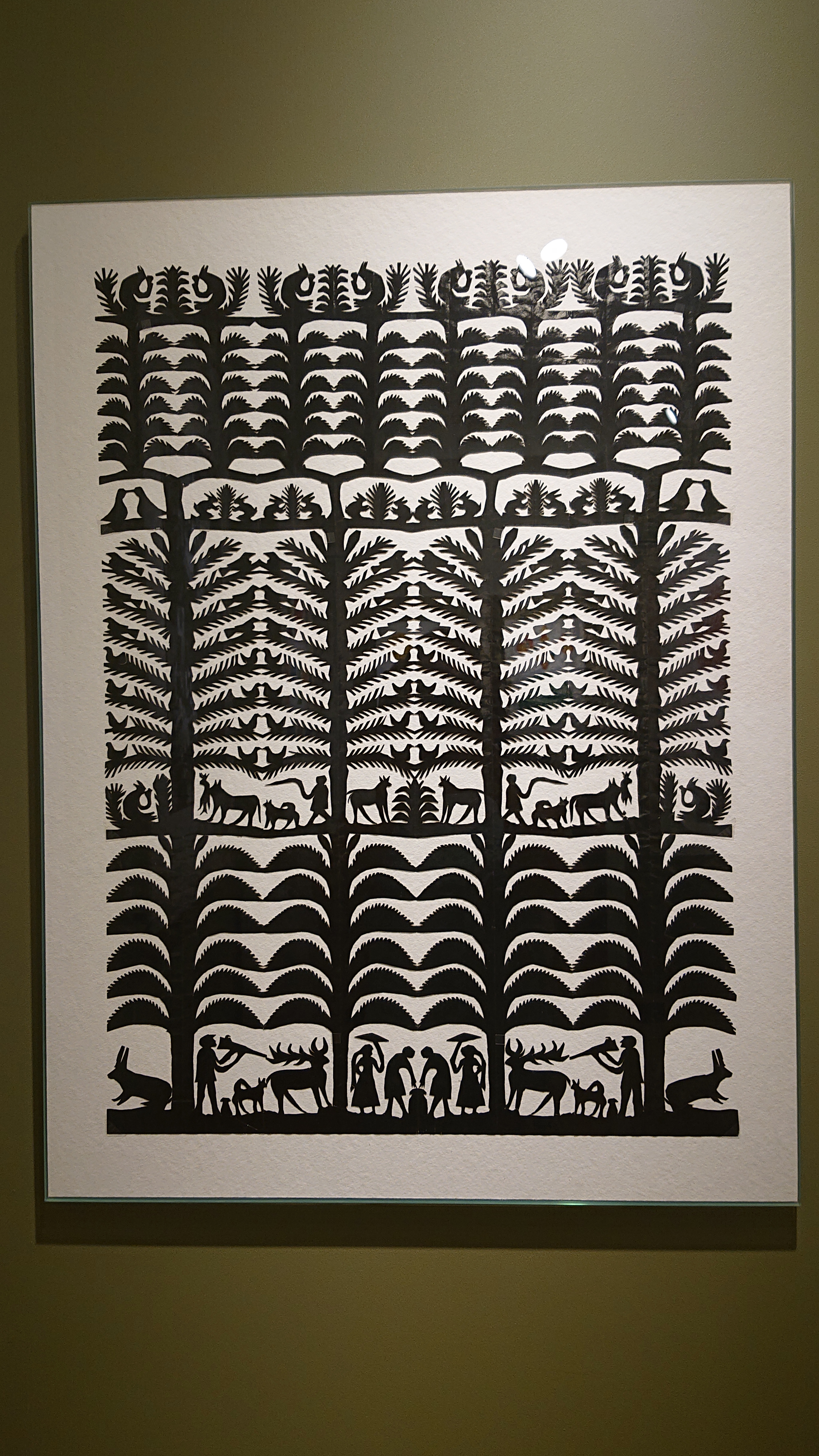
Wycinanka typu las wykonana przez Mariannę Bałdygę

Marianna Bałdyga (ur. 12 sierpnia 1890 w Dylewie, zm. 25 maja 1987 w Kadzidle) – wycinankarka, pisankarka i twórczyni plastyki obrzędowej z Puszczy Zielonej, laureatka Nagrody im. Oskara Kolberga.

## Życiorys
Po zamążpójściu (1908) zamieszkała w Wachu. Od 1961 mieszkała w Kadzidle. Nie chodziła do szkoły. Pracowała w gospodarstwie rolnym.
Wycinankarstwem zajęła się w wieku 7 lat. Jej nauczycielką była babka Rozalia Kolimas z Dylewa. Od 1950 Franciszka Kulas współpracowała ze Spółdzielnią Rękodzieła Ludowego i Artystycznego „Kurpianka” w Kadzidle. Tworząc wycinanki, nadawała im indywidualny styl. W lelujach umieszczała przedstawienia zwierząt, szczególnie psy i wiewiórki. Jako jedna z pierwszych wycinankarek wprowadziła do lelui przedstawienia człowieka. Wykonywała też wycinanki w formie małych ptaszków zwróconych do siebie dziobami i umieszczonych na gałęzi (tzw. całuski). Robiła z bibuły firanki i kwiaty, wykonywała pisanki, palmy, pająki oraz pieczywo obrzędowe.
Począwszy od wystawy w Kadzidle w 1948, brała udział w licznych konkursach i wystawach sztuki ludowej zarówno w regionie, jak też na szerszą, ogólnopolską skalę. Jej prace kilkakrotnie pokazywano za granicą na wystawach polskiej sztuki ludowej. Była stypendystką Ministerstwa Kultury i Sztuki. Wielokrotnie ją nagradzano. Brała udział w Cepeliadach i kiermaszach sztuki ludowej (Warszawa, Płock, Kazimierz Dolny). Aktywnie popularyzowała sztukę ludową.
Jej prace można znaleźć w następujących placówkach: Muzeum Kultury Kurpiowskiej w Ostrołęce, Muzeum Północno-Mazowieckie w Łomży, Skansen Kurpiowski w Nowogrodzie nad Narwią, Państwowe Muzeum Etnograficzne w Warszawie, Muzeum Etnograficzne im. Marii Znamierowskiej-Prüfferowej w Toruniu, Muzeum Mazowieckie w Płocku, Muzeum Podlaskie w Białymstoku. Prace przechowywane są też w kolekcjach prywatnych w kraju i zagranicą.
W 1985 otrzymała Nagrodę im. Oskara Kolberga. Była laureatką Medalu 40-lecia PRL, dostała też odznakę „Za zasługi dla województwa ostrołęckiego”.

## Upamiętnienie
W 2020 była jedną z bohaterek wystawy pt. Wycinanka kurpiowska z Puszczy Zielonej przygotowanej przez Muzeum Kultury Kurpiowskiej w Ostrołęce.